# Gebhard II. Žovneški
Gebhard II. Žovneški ali Gebhard Lemberški, svobodni plemič na gradu Žovnek in prednik Celjskih grofov, * 1173, † 1227.
Gebhard Žovneški  se v virih pojavi leta 1173, ko nastopa kot priča pri dogodku, ko je oglejski patriarh Ulrik II. potrdil zamenjavo. Gebhard je imel dvoje sinov, Liutpolda II. in Konrada I. Od Gebharda dalje so imeli svobodni plemiči Savinjski sedež na gradu Žovnek (Sonekk), njegova oblast pa se je razširila tudi nad fevd krških škofov vzhodno od Celja, to je na grad Lemberg in zato se je Gebhard II. imenoval tudi Gebhard Lemberški. Na neki njegovi listini se nahaja pečat njegovega sina Konrada, v pečatni podobi pa se nahaja prvi poznani grb Žovneških.